# 足立氏
足立氏（あだちし、あだちうじ）は、日本の氏族。系図類では藤原北家魚名流もしくは藤原北家勧修寺流とされている。

## 概要
藤原遠兼の代に武蔵国足立郡に移り住み、子足立遠元が足立氏を名乗った。遠兼の弟は安達盛長である。足立遠元は鎌倉幕府創立の功臣の一人で、武蔵国足立郡地頭職として足立氏発展の祖となり、幕府宿老として遇された。遠元の嫡曽孫足立直元は霜月騒動（1285年）で自害しており、足立氏嫡系は以後没落したことになる。
遠元の孫、足立遠政は丹波国氷上郡佐治郷の地頭となり、この子孫は当地に移り、戦国時代まで武士として当地に基盤を持ち、織田信長の臣明智光秀の丹波攻略により、帰農化して、この子孫が現在も当地に居住している。
武蔵国足立郡の子孫は『円覚寺黄梅文書』に14世紀末まで植竹郷・河田郷の地頭職と見えるので、南北朝時代までは存続していたことになる。

## 足立氏の著名人物
- 足立遠元

### 丹波・足立氏
- 足立遠政
- 足立基助（戦国武将）
- 足立光宏（プロ野球選手。旧・氷上郡出身）
- 足立良平（元・民主党参議院議員。旧・氷上郡出身）

### 伯耆・足立氏
- 足立実（政治家・境港市長）
- 足立盛二郎（実業家・官僚）- 郵政事業庁長官（初代）、NTTドコモ代表取締役副社長、日本郵政 取締役兼代表執行役副社長、ゆうちょ銀行代表執行役会長。
- 足立正（実業家）- 王子製紙社長、ラジオ東京［現・東京放送ホールディングス (TBSHD)］初代社長・会長、日本民間放送連盟初代会長、日本商工会議所会頭などを歴任。
- 足立龍雄（実業家）- 中村屋社長・会長。
- 足立壽惠雄（実業家）- 丸紅米国社長・会長、丸紅カナダ会社社長。
- 足立繁太郎（政治家）
- 長山英一（政治家・登山家・陸上競技選手）
- 長山六郎（宗教家）
- 根平邦人（植物学者・自然科学者）
- 足立正（教育者）
- 足立荘（実業家）
- 由木康（宗教家・牧師）